# Александар Лазић
Александар Лазић (Милићи, 10. јун 1996) босанскохерцеговачки је кошаркаш. Игра на позицији крила, а тренутно наступа за Спартак из Суботице.

## Каријера
Сениорску каријеру је започео у Унион Олимпији 2012. године, да би 2016. године прешао у Динамик. Сезону 2017/18. провео је у екипи Мега Бемакса. У августу 2018. вратио се у љубљанску Олимпију.
Током лета 2017. године је наступао за репрезентацију Босне и Херцеговине у претквалификацијама за Светско првенство. Играо је за национални тим на Европском првенству 2022. године.

## Успеси

### Клупски
- Приморска:
  - Куп Словеније (1): 2020.
- Будућност:
  - Првенство Црне Горе (1): 2022/23.
  - Куп Црне Горе (1): 2022/23.
- Спартак Суботица:
  - Друга Јадранска лига (1): 2023/24.